# روشميا (فلم)
روشيما هو فيلم من إخراج المخرج السّوريّ الجولانيّ الأصل سليم أبو جبل. حاز الفيلم على جائزة لجنة التّحكيم في مهرجان دبي السّينمائيّ. يبلغ طول الفيلم 70 دقيقة. تمّ تصويره خلال أربع سنوات - منذ عام 2005-2009-. اسم روشميا، هو آخر الوديان الطبيعية في حيفا، والذي لم يبق من سكانه غير الأصليين غير مسنين اثنين: يوسف حسان، اللاجئ من وادي الصليب، وزوجته آمنة اللاجئة من قرية باسور. حسان وآمنة عاشا في كوخهما عشرات السنوات إلى أن قررت بلدية حيفا أن تشق على انقاضه شارعا سريعا. الفيلم وعلى مدار ستة أعوام، يرصد أدق اللحظات في مواجهة هذين المسنين لقرار هدم منزلهما 

## قصّة الفيلم
يروي الفيلم قصّة عجوزين يعيشان حياة بسيطة متواضعة وهما أبو العبد وزوجته. يبلغان من العمر ثمانين عامًا الثمانينيَيْن يقطنان في برّاكية (بيت من الصفيح) في قاع وادي روشميا، ورغم أن الوادي يمر في قلب مدينة حيفا، ومحاط بالأبنية العالية فإن برّاكية أبو العبد ليس فيها لا كهرباء ولا هاتف، ولا حتى جهاز تلفزيون.
ومع ذلك فقد كان العجوزان مطمئنين للحياة بعيدا عن «نجاسة البشر» كما يصفها أبو العبد، إلى أن جاء مشروع حكومي إسرائيلي لشق طريق سيقضي على برّاكية أبو العبد، ويودي بما تبقى له من حياة في الوادي، حياة عمرها هو عمر النكبة الفلسطينية ذاتها.

## تطوّر أحداث الفيلم
يصوّر الفيلم مشاهد حياة الشّخصيّتين الشّخصّية واليوميّة؛ مثل: حركتهما في المكان، الأعمال القليلة الروتينية لأبو العبد، من قبيل تكسير الحطب أيام الشتاء، أو تقليم الشجر، وتكنيس البيت، إلى جانب أعمال منزلية بسيطة للزوجة السمينة حانية الظهر، وبين مشاهد للسيارات والبلدوزرات الضخمة التي تغذّ عملها في شق الطريق، وفي مرات قليلة تتسلق الكاميرا جدار الوادي لتطل على الأبنية الشاهقة المجاورة.
هكذا يمضي العمل على إيقاع شريط صوتي مدروس ومؤثر، من دون أي تعليق مرافق، شريط يستعمل أصوات الحياة، عواء الكلاب وأصوات الديكة وصوت ارتطام الحجر بالحطب أثناء تكسيره، صوت مرور المكنسة على أرض المنزل، أصوات الطيور، أصوات العربات تنقل مواد البناء، صوت الرعد، ومن ثم الراديو، وهو وسيلة التواصل الوحيدة لأبو العبد وزوجته مع العالم. وسيمضي المشاهد لأكثر من مرة في رحلة بانورامية معبرة عبر تنقل أبو العبد بين محطات الراديو المختلفة.
وسيبقى الأمر على هذا الحال من الضجر والتكرار إلى أن تفاجئ الزوجة الجميع بأنها تريد حصتها من تعويض البيت، لأنها تريد الانفصال والتوهان في بلاد الله، كي ترى مستقبلها. هنا سيصبح أبو العبد في مصيبتين، تخلي الزوجة أم سليمان عنه في آخر سني حياته، وطرده من منزله في الوادي، هذا الأمر بالذات سيكون الحدث الدرامي الأبرز في هذا الفيلم التسجيلي، ولو أن الفيلم كان يمكن له أن يستمر من دون حكايات من هذا النوع.
يرصد الفيلم الأيام الأخيرة لبطليه في هذا المكان، بعد قرار محكمة سلطات الاحتلال بإخلائه لصالح أنفاق ستشيّد فيه. هكذا، يقدّم الفيلم ارتباكهما قبل تركهما المنزل، حيث عاشا أكثر من نصف قرن. وتتباين آراء كلتا الشّخصيّتين في قرار ترك البيت على امتداد أحداث الفيلم.
تدريجياً، ومع اقتراب الموعد المحدد لإخلاء الدار، تتصاعد حدة النقاشات بين العجوز وزوجته، وتنزاح فكرة البطولة الفردية لصالح بطولة أخرى عنوانها الأوسع المكان، أو بشكل أدق لصالح علاقة الشخصيات بالمكان. أبو العبد المقاتل في 1948، والمصاب بأعيرة نارية، والمعتقل لدى الاحتلال عام 1949.
تحضر في نهاية الفيلم الشرطة الإسرائيلية وتبدأ الجرافة بإزالة بيت أبو العبد، بينما يقف هو وقفة الملك لير راثياً «مملكته»، تتداخل في مشهد وقفته الأخيرة شتائمه للاحتلال مع صوت الجرافة. وينتهي الفيلم بصورة الركام بعد أن أنجزت الجرافة مهمتها في دقائق معدودة.

## شخصيّات الفيلم
تتمحور أحداث الفيلم حول شخصيّتين رئيسيتين؛ وهما:

### أبو العبد (يوسف حسّان)
إحدى شخصيّات الفيلم المركزيّة هي أبو العبد (واسمه يوسف حسان) إنه يسكن المكان منذ عام.1956. يعود أصله إلى حي وادي الصليب في حيفا، ويقول إن بيتهم هناك كان أشبه بالقصر، لكنّ الجيش الإسرائيليّ بعد سقوط حيفا، أدّى إلى خسارته لأهله وأرضه وتشتت شملهم واعتقله بُعيد النكبة، وبُعيد إصابته بطلقة نارية اخترقت فمه، ليصير إلى هذا المكان المعزول، أما زوجته أم سليمان (آمنة أبو فودة) فهي الزوجة الثالثة بعد زوجة قضت، وأخرى طلقت.

### أم سليمان (آمنة أبو فروة)
أم سليمان تتحدر من بلدة يازور في قضاء اللد، تتحدث عن رحلة النزوح، كما تقدم وصفا للجنة الخضراء التي كانت في بلدتها. هي الزّوجة الثّالثة لأبو العبد.

## الجوائز
حصل الفيلم على عدّة جوائز دوليّة في مجال الأفلام الوثائقيّة؛ نذكر منها:
- جائزة واحة دور (واحة ذهبية) في مهرجان قابس السينمائي العربي الدولي.
- جائزة (الجائزة الكبرى) في مهرجان سينما البحر الأبيض المتوسط الدولي.
- جائزة لجنة التحكيم الخاصة في مهرجان دبي السينمائي الدولي.
- جائزة (أفضل فيلم وثائقي) (جائزة العيون المفتوحة) في مهرجان MedFilm روما.
- جائزة لجنة التحكيم الخاصة في مهرجان International du Cinéma d'Alger.
- اختيار رسمي، المهرجان الدولي للأفلام الوثائقية في أمستردام 2015.
- اختيار رسمي، مهرجان DOXA للأفلام الوثائقية 2016.[4]